# سلیم بن عاشور
سلیم بن عاشور (عربی: سلیم بن عاشور, Salīm bin ʻĀshūr؛ زادهٔ ۸ سپتامبر ۱۹۸۱) یک بازیکن فوتبال اهل فرانسه است.
وی همچنین در تیم ملی فوتبال تونس بازی کرده‌است.